# Cerro Stokes
Pour les articles homonymes, voir Stokes.
Le cerro Stokes, ou mont Stokes, est une montagne de la cordillère des Andes, en Patagonie.

## Toponymie

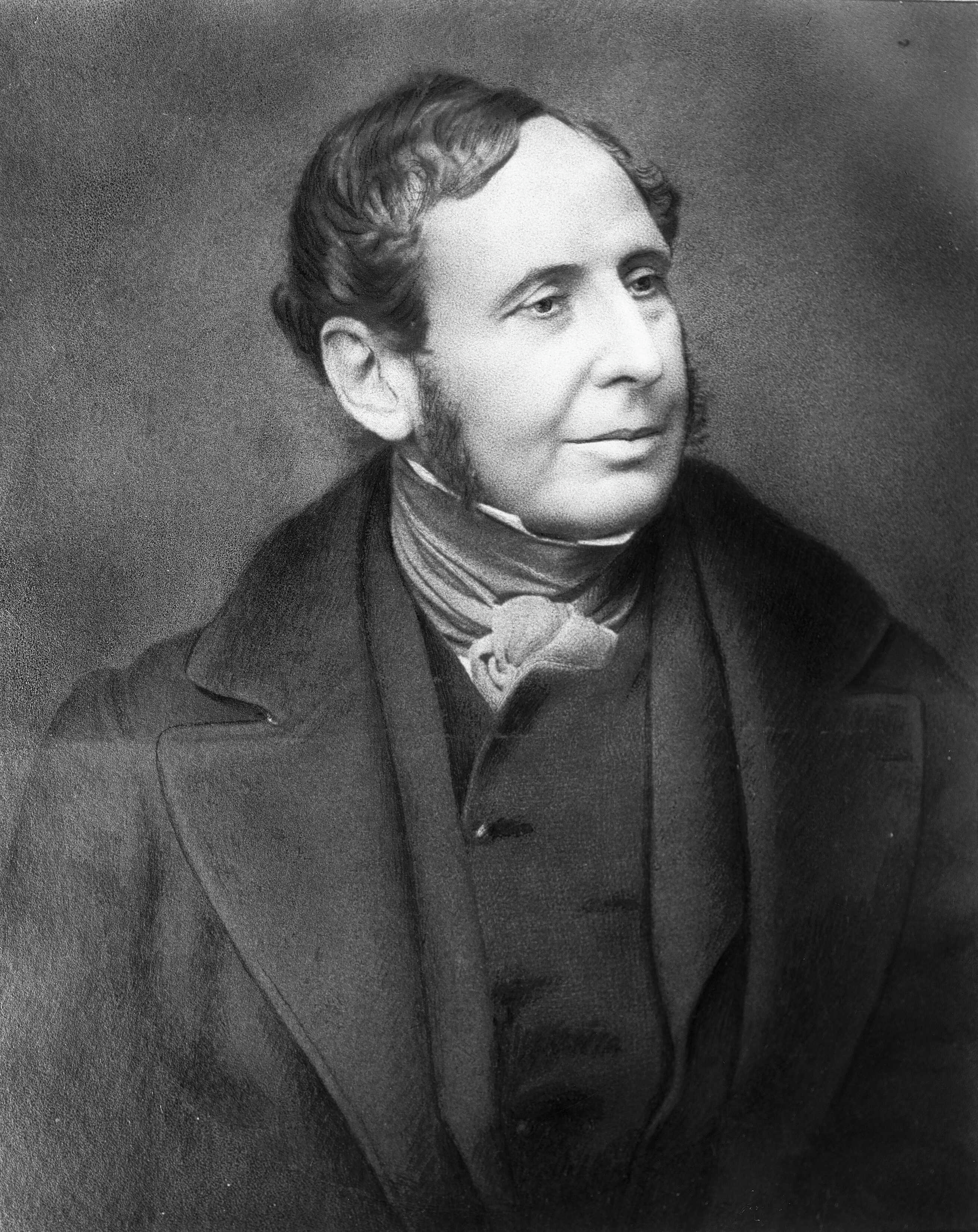
Vice-amiral Robert FitzRoy.

Le cerro Stokes fut nommé par Robert FitzRoy en 1834, en l'honneur de son assistant cartographe, plus tard amiral et commandant du HMS Beagle, John Lort Stokes.

## Géographie
La montagne est située sur le bord oriental du champ de glace Sud de Patagonie, à la frontière entre l'Argentine et le Chili. Du côté argentin, le cerro se situe au voisinage du parc national Los Glaciares, dans la province de Santa Cruz, qui fut declaré Patrimoine mondial par l'UNESCO en 1981. Du côté chilien, elle fait partie depuis 1959 du parc national Torres del Paine, dans la région de Magallanes et de l'Antarctique chilien, déclarée réserve de biosphère par l'UNESCO en 1978.

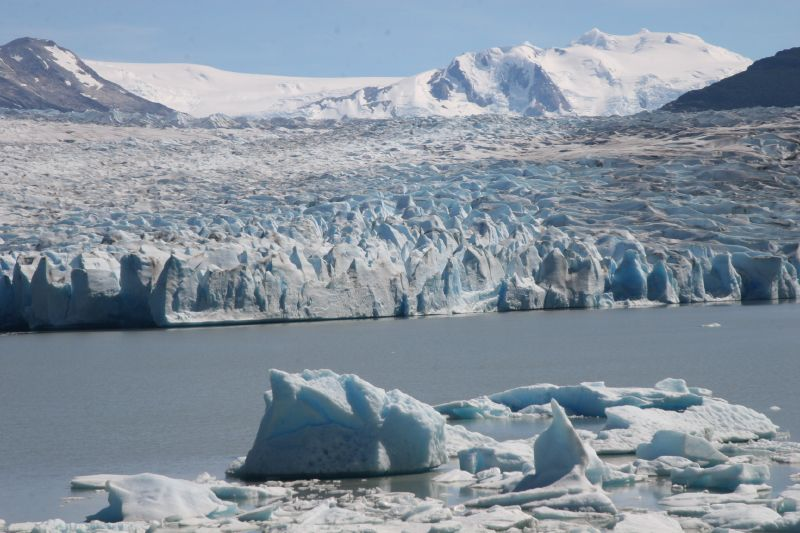
Glacier Grey, Torres del Paine

Le cerro Stokes se trouve dans le bassin de l'océan Pacifique[réf. nécessaire], à 10 km au nord-ouest des Torres del Paine, entouré du glacier Dickson au nord, du lac Dickson à l'est, du lac Escondido et du cerro Ohnet au sud et du glacier Grey à l'ouest.
La localisation du cerro, observé par FitzRoy, a été l'objet d'une controverse, divers auteurs chiliens considérant cette montagne comme étant le cerro Mayo (2 830 m, 27 km au nord. Le cerro Mayo fut nommé par Francisco Pascasio Moreno en 1877.

## Histoire
Le Traité de 1881 entre l'Argentine et le Chili arrêta :

« Article 1er. La limite entre le Chili et la République argentine est, du nord au sud, jusqu'au parallèle cinquante deux de latitude, la cordillère des Andes. La ligne de frontière passera, dans cette extension, par les sommets les plus élevés de ladite cordillère qui partagent les eaux et passera entre les versants qui se déversent de part et d'autre. »

Étant donné qu'il y eut des différences d'interprétations entre les experts en démarcation des pays concernés, en avril 1886 fut signé l'accord pour faciliter les opérations de délimitations territoriales. Celui-ci désigna le monarque britannique pour trancher les cas litigieux. Dans l'acte 1 de l'accord d'octobre 1898, signé par les experts Diego Barros Arana (Chili) et Francisco Moreno (Argentine) et par leurs adjoints Clemente Onelli (argentin) et Alejandro Bertrand (chilien), il fut disposé que :

« sont d'accord avec les points et distances signalés (...) 331 et 332 (...), sont résolus de les accepter comme faisant partie de la ligne de partage (...) entre la République d'Argentine et la République du Chili (...) »

Sur la carte jointe[Laquelle ?], le point 331 est le Fitz Roy et le 332 le cerro Stokes, étant entendu que ces deux points sont des bornes frontières (repères) dans une zone totalement inexplorée et reconnue de loin. De cet instant, le cerro Stokes fut considéré comme une borne frontière entre les deux pays. Les auteurs chiliens ont considéré que le Stokes signalé sur la carte annexe correspond au cerro Cervantés et accusent Moreno d'avoir modifié les cartes sur lesquelles, selon eux, il ne s'agit pas du Stokes découvert par FitzRoy mais du cerro Mayo. Ils se basent sur le fait que, depuis la position où Fitz Roy, en compagnie de Charles Darwin, était supposé se trouver (depuis le río Santa Cruz sans atteindre le lac Argentino) à plus de cent kilomètres) il était impossible de le voir. Ce n'était donc pas le cerro observé par les experts en démarcation en 1898 mais le Cervantés. FitzRoy avait fait un schéma du profil montagneux de l'endroit.